# Martin East
Martin East (* 1967 in London) ist ein britischer Schauspieler.
Martin East wurde ab Anfang der 1990er Jahre als Schauspieler aktiv. 1997 war er als Ausguck Reginald Lee im Film Titanic zu sehen. Er zog zu dieser Zeit nach Los Angeles. Ab Ende des Jahrzehnts verließ er die Schauspielerei und wurde als House-DJ und Musikproduzent mit seinem Martin East Project beim L.A.-Label Kapa Music tätig.

## Filmografie (Auswahl)
- 1993: Inspektor Morse, Mordkommission Oxford (Inspector Morse, Fernsehserie, eine Folge)
- 1993: EastEnders (Fernsehserie, zwei Folgen)
- 1993: The Bill (Fernsehserie, eine Folge)
- 1994: Guinevere
- 1997: Titanic
- 1998: Babylon 5 (Fernsehserie, eine Folge)
- 1998: Heartbeat (Fernsehserie, eine Folge)